# 戎義俊
戎義俊（英語：Rong Yee-Jung，日语：／；1953年—），中華民國外交官。曾任臺北駐大阪經濟文化辦事處福岡分處處長。

## 生平
戎義俊畢業於輔仁大學日語專業，後考取平成國際大學法學部碩士。
1979年，戎進入財政部工作。1986年任外交部亞洲廳事務官。1989年，任亞東關係協會駐日代表處祕書，1994年任亞東關係協會本部資料組長。1998年任外交部專門委員兼總統日語通譯。2001年，任臺北駐日經濟文化代表處總務部次長，2004年任同代表處領事部部長，2008年任外交部組長回部辦事。2010年，任總統府國家安全會議主任研究員，2012年任臺北駐日經濟文化代表處顧問。
2013年3月31日，戎義俊到任駐福岡處長。2018年7月，戎義俊離任退休，後任負責宣傳宮崎縣的「宮崎大使」（類似觀光代言人）。